# Tillandsia malyi
Tillandsia malyi är en gräsväxtart som beskrevs av Lieselotte Hromadnik. Tillandsia malyi ingår i släktet Tillandsia och familjen Bromeliaceae. Inga underarter finns listade i Catalogue of Life.